# روبي كروفورد (لاعب كرة قدم)
روبي كروفورد (بالإنجليزية: Robbie Crawford)‏ هو لاعب كرة قدم بريطاني في مركز الوسط، ولد في 22 يونيو 1994 في Irvine, North Ayrshire ‏ في المملكة المتحدة. لعب مع نادي آير يونايتد.

## وصلات خارجية
- روبي كروفورد (لاعب كرة قدم) على موقع قاعدة بيانات كرة القدم.إي يو (الإنجليزية)
- روبي كروفورد (لاعب كرة قدم) على موقع Soccerbase.com (لاعب) (الإنجليزية)
- روبي كروفورد (لاعب كرة قدم) على موقع Soccerway.com (الإنجليزية)
- روبي كروفورد (لاعب كرة قدم) على موقع عالم كرة القدم.نت (الإنجليزية)